# Ново-Белянская волость
Ново-Белянская волость — историческая административно-территориальная единица Богучарского уезда Воронежской губернии с центром в слободе Новая Белая.
По состоянию на 1880 год состояла из 8 поселений, 6 сельских общин. Население — 10 706 человек (5363 мужского пола и 5343 — женской), 1407 дворовых хозяйств.
|                       | Площадь, десятин | В том числе пахотной, дес. |
| --------------------- | ---------------- | -------------------------- |
| Сельских общин        | 28726            | 22789                      |
| Частной собственности | 7568             | 1824                       |
| Другой собственности  | 342              | 161                        |
| В общем               | 30237            | 24385                      |

Поселения волости на 1880 год:
- Новая Белая — бывшая государственная слобода при реке Белая за 98 верст от уездного города, 5200 человек, 689 дворов, православная церковь, школа, 7 лавок, паровая мельница, 64 ветряных мельницы, 4 ярмарки в год.
- Волоконское (Андрюшковка) — бывшая государственная слобода при реке Белая, 1155 лиц, 147 дворов, православная церковь, 12 ветряных мельниц.
- Кривоносова (Студенка) — бывшая государственная слобода, 2656 человек, 348 дворов, 2 православные церкви, школа, лавка, 34 ветряных мельницы, 4 ярмарки в год.
- Поддубная (Кочержевка) — бывшая государственная слобода, 1252 лица, 169 дворов, православная церковь, школа, 14 ветряных мельниц.

По данным 1900 года в волости насчитывалось 12 поселений с преимущественно украинским населением, 6 сельских обществ, 59 зданий и учреждения, 1715 дворовых хозяйств, население составляло 12 283 лица (6431 мужского пола и 58520 — женского).
В 1915 году волостным урядником был Василий Михайлович Тихонов, старшиной — Степан Григорьевич Неласов, волостным писарем — Федор Федорович Карпенко.